# برنامج المراكز الفكرية ومنظمات المجتمع المدني
برنامج المؤسسات الفكرية ومنظمات المجتمع المدني ( TTCSP ) هو مبادرة غير ربحية في جامعة بنسلفانيا في فيلادلفيا، بنسلفانيا، والذي زاول عمله منذ 1989 إلى 2021. وقد أُسس البرنامج في الأصل في معهد أبحاث السياسة الخارجية في عام 1989. وكان مدير البرنامج هو جيمس ماكغان. وقد أجرى البرنامج بحوثاً حول معاهد السياسة في جميع أنحاء العالم،  واحتفظ بقاعدة بيانات لأكثر من 8200 مؤسسة فكرية من جميع أنحاء العالم.

## تاريخ البرنامج
أُسس TTCSP في معهد أبحاث السياسة الخارجية في عام 1989. وقد بدأ بتركيزه على مراكز الفكر في الولايات المتحدة. في التسعينيات ، أصبح البرنامج عالمياً بشكل متزايد نتيجة للتحول السياسي والاقتصادي الذي حدث في وسط وشرق أوروبا. وقد طُلب من ر. كينت ويفر  من معهد بروكينغز وجيمس ماكجان من معهد أبحاث السياسة الخارجية المساعدة في وضع تصور لما أصبح بعد ذلك شبكة التنمية العالمية، وهو مؤتمر برعاية البنك الدولي في برشلونة، إسبانيا . وأدى هذا إلى نشر " مراكز الفكر ومنظمات المجتمع المدني: محفزات للأفكار والعمل" في عام 2000. وفي عام 2008، تحول TTCSP إلى برنامج العلاقات الدولية في جامعة بنسلفانيا.

## مؤشر جو تو العالمي للمراكز الفكرية
نشر ماكجان والبرنامج مؤشر جو تو للمراكز الفكرية السنوي العالمي. اعتباراً من عام 2010، يعتمد المؤشر على دراسة استقصائية مكونة من ثلاث مراحل تضم فيها مشاركين سياسيين وعلماء ومانحين للمراكز البحثية ومراكز أبحاث. ومع ذلك، فقد انتقدت هذه الطريقة في دراسة وتقييم معاهد السياسة من قبل باحثين مثل إنريكي مينديزابال وجوران بولديوسكي، مدير صندوق مراكز البحوث، وبمساندة من معهد المجتمع المفتوح.
في عام 2018، ذكر هذا المؤشر بأن الولايات المتحدة الأمريكية هي الدولة التي تضم أكبر عدد من المؤسسات البحثية (1871)، تليها الهند (509)، والصين (507)، والمملكة المتحدة (321)، والأرجنتين (227)، وألمانيا (218)، وروسيا (215) )، فرنسا (203)، اليابان (128)، إيطاليا (114)، البرازيل (103)، كندا (100) ، جنوب إفريقيا (93).

## روابط خارجية
- موقع المؤسسات الفكرية ومنظمات المجتمع المدني
- - يوفر معلومات عن معهد أبحاث السياسة الخارجية (FPRI) ، بما في ذلك السير الأكاديمية والأعمال المنشورة.
- - يوفر معلومات حول برنامج المؤسسات الفكرية والمجتمعات المدنية ، بما في ذلك التاريخ والخلفية، وأهداف البرنامج، وأولويات البحث، والمنشورات.
- - سيرة ذاتية لجيمس ماكغان، مدير برنامج مراكز الفكر والمجتمعات المدنية.
- - سيرة ذاتية لـ R. Kent Weaver ، زميل أول في معهد Brookings
- نسخة محفوظة 8 January 2014 على موقع واي باك مشين. - يوفر معلومات عن شبكة التنمية العالمية ، بما في ذلك مهمتها وتاريخها وأولويات البحث والمنشورات.
- - يوفر معلومات شاملة عن برنامج العلاقات الدولية في جامعة بنسلفانيا